# Vlnovník ořešákový

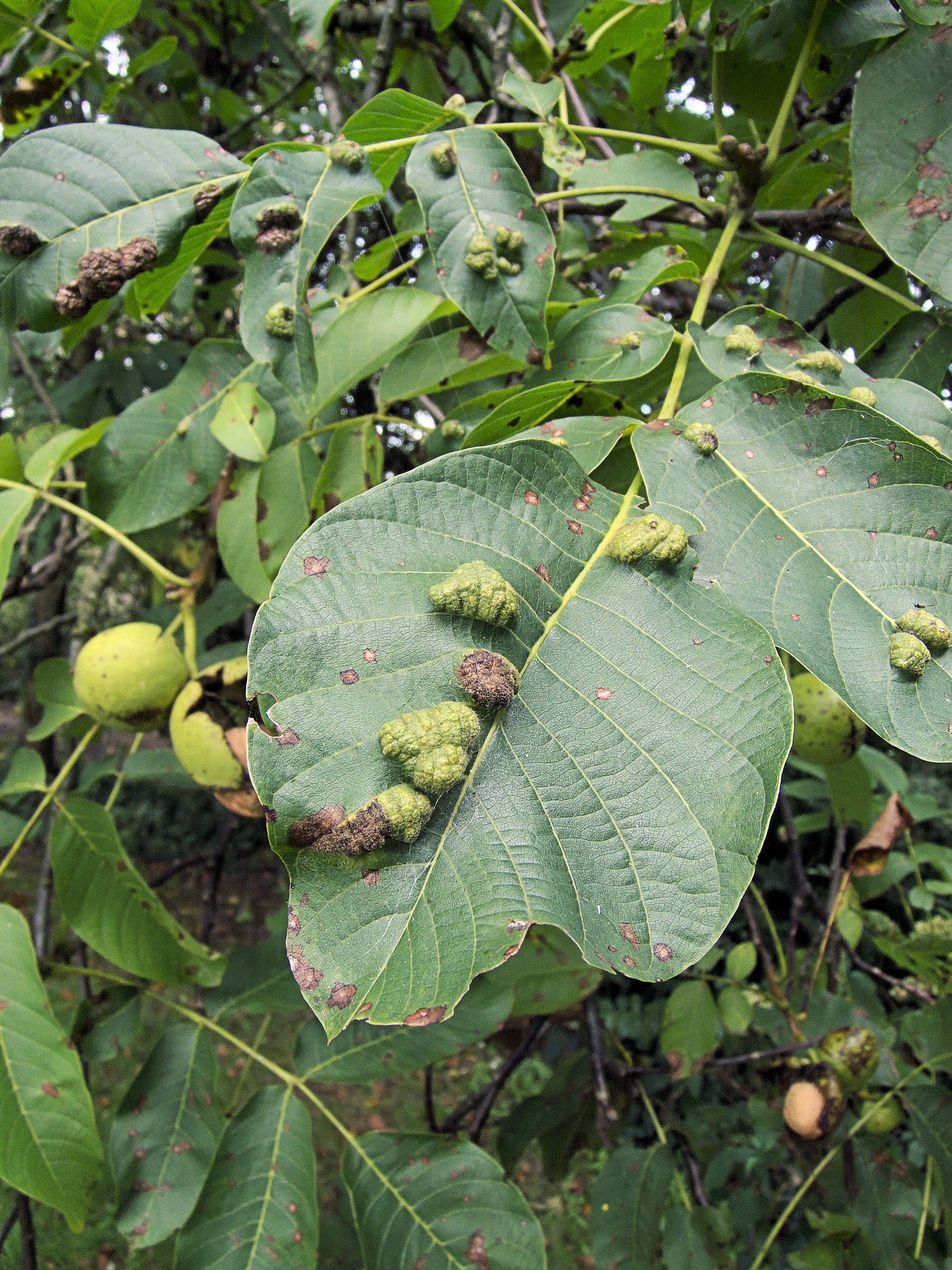
Listové hálky vlnovníka ořešákového (Aceria erinea) na listech ořešáku.

Vlnovník ořešákový (Aceria erinea) je roztoč poškozující listy rostlin sáním. Vlnovník ořešákový patří do čeledě vlnovníkovití (Eriophyidae), řádu sametkovci (Prostigmata). Klade svá vajíčka do listů a způsobuje sáním vyklenutí meristémů na listech.

## EPPO kód
ACEIER

## Synonyma patogena

### Vědecké názvy
Podle EPPO je pro patogena s označením Eriophyes erineus používáno více rozdílných názvů, například Aceria erinea nebo Eriophyes tristriatus erineus.

## Zeměpisné rozšíření
Evropa, Asie, Severní a Jižní Amerika, Austrálie a Nového Zéland.

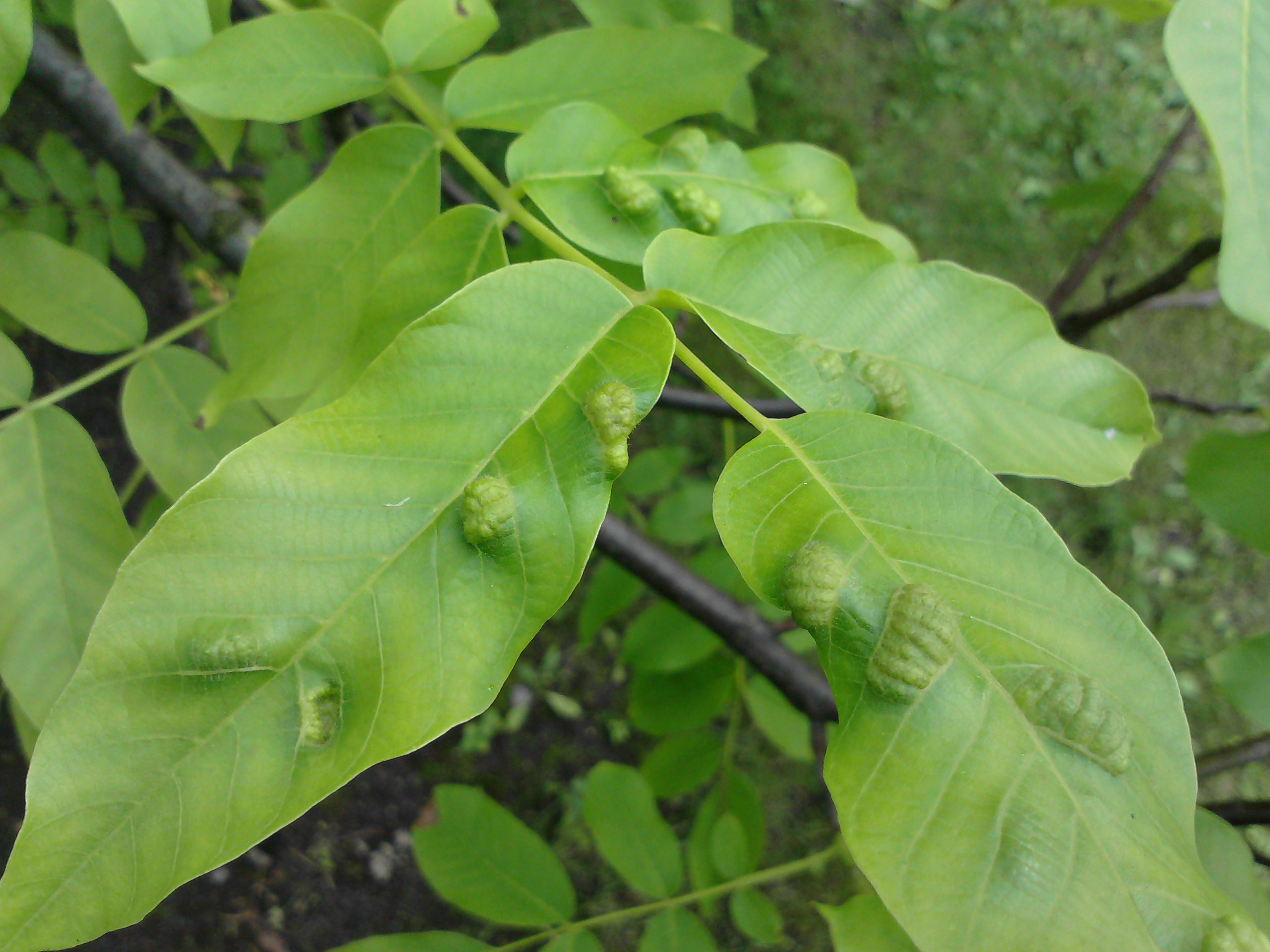
Hálky v červnu.

### Výskyt v Česku
Běžný.

## Popis
Vlnovník je červovitý čtyřnohý organismus, 80 – 500 μm velký, obvykle bezbarvý. Aktivně pohybující se stadia mají v přední části těla pouze dva páry obdobně utvářených nohou.

## Hostitel

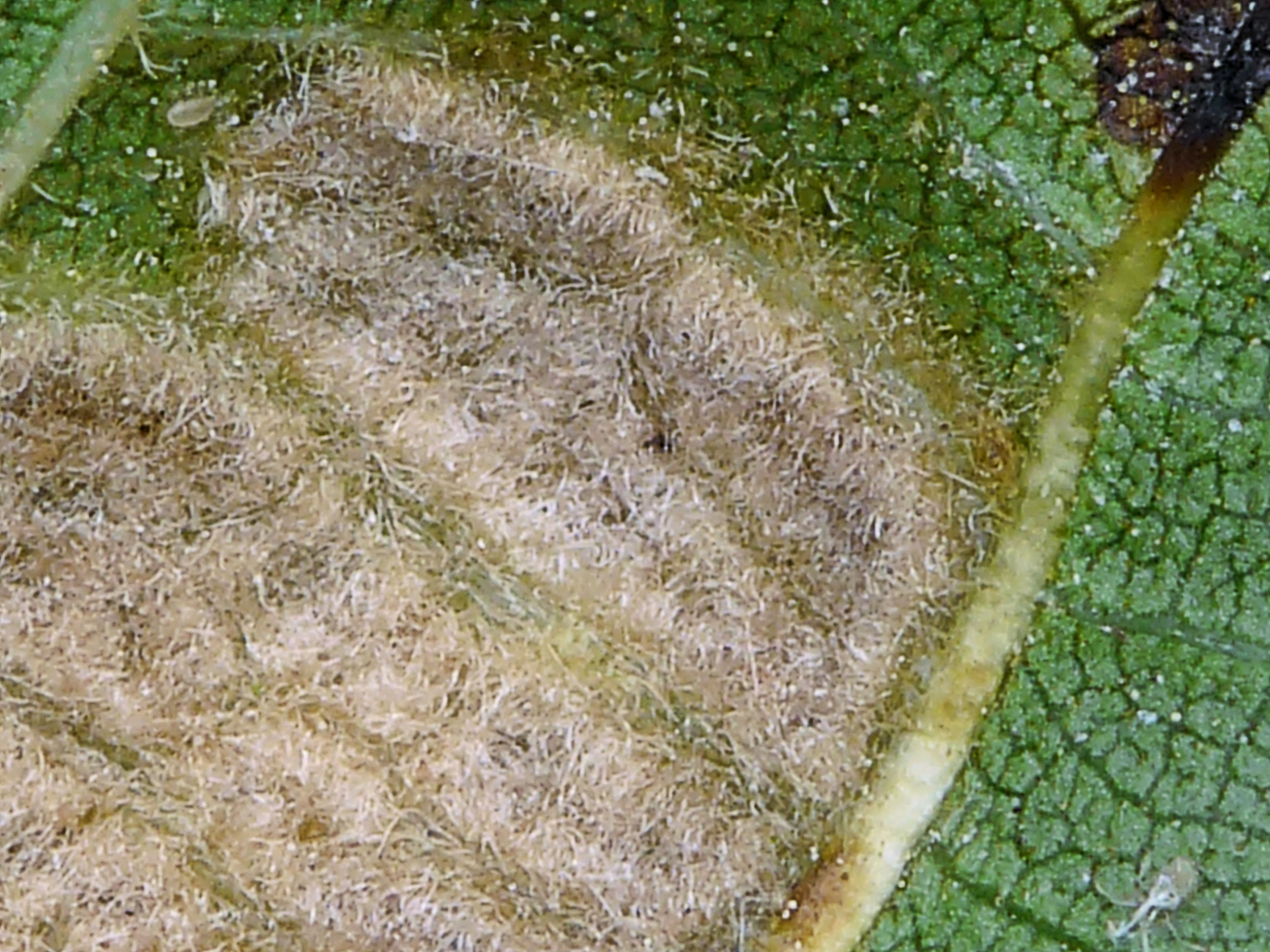
Výstelka listových hálek.

Rod ořešák (Juglans)

## Příznaky
Tvorba poměrně velkých, nápadných puchýřovitých útvarů na svrchní straně listů. Vyduté pletivo zůstává zpočátku zelené, postupně se ale začíná ostrůvkovitě zbarvovat červenohnědě. Na rubové straně listu v místě hálky je dutina vystlaná plstnatou tkání.

## Význam
Propad listů při silnějším napadení. V ČR jen jako málo viditelná estetická vada.

## Biologie
Přezimuje přímo na stromech v trhlinách kůry, okolo pupenů nebo v pupenech. Při jarním rašení vniká do vyvíjejících se listů a saje na nich, sáním a drážděním vznikají výrůstky. Smyslem výrůstků je poskytnout úkryt patogennímu organismu.

## Ochrana rostlin
Není nutná.